# Haseri Asli
Haseri Asli (* 9. März 1974) ist ein ehemaliger bruneiischer Sprinter.

## Biografie
Haseri Asli startete bei den Olympischen Spielen 2000 in Sydney über 100 Meter, schied jedoch im Vorlauf aus. Bei der Eröffnungsfeier war er Fahnenträger seines Landes.